# پینتریت
پینتریت (به انگلیسی: Pentaerythritol tetranitrate) به اختصار PETN، نوعی ماده منفجره بسیار قدرتمند و داروی قلبی-عروقی می باشد. تهیه آن به وسیله اسید نیتریک و پنتا اریتریتول یا اسید سولفوریک آمونیوم نیترات و  پنتا اریتریتول صورت میگیرد.